# Museo Regional de la Universidad Nacional de San Martín
El Museo Regional de la Universidad Nacional de San Martín es un museo arqueológico y está situado en la ciudad de Tarapoto, Perú.

## Colección

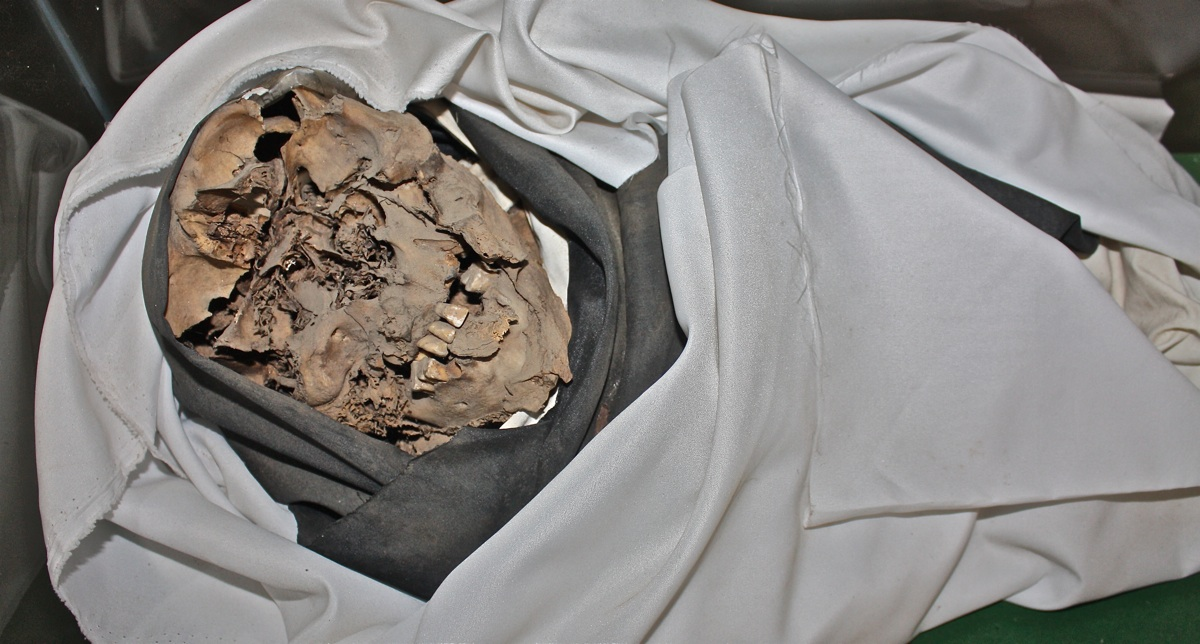

El museo alberga actualmente más de 3.700 artefactos principalmente de la Región Amazonas de Perú. Esta colección incluye una réplica del Bello Horizonte Petroglifos (Petroglifos de Polish), bronce y cerámica prehispánico, numerosos contemporáneos y antiguos huso espirales, una variada colección de etnografía objetos de la colección "Chacarero", y la "Momia de Shimbillo".